# Sergio Castillo
Sergio Rogelio Castillo Arce (Libertador General San Martín, 26 settembre 1970) è un ex calciatore argentino naturalizzato boliviano, di ruolo centrocampista.

## Caratteristiche tecniche
Giocava come centrocampista difensivo.

## Carriera

### Club
Castillo, nato nel dipartimento di Ledesma, iniziò a giocare a calcio con l'Atlético Ledesma, una squadra locale che partecipava ai tornei minori argentini. Dal 1986 al 1990 rimase nella rosa di tale club. Nel 1993-1994 partecipò alla seconda divisione nazionale con il Talleres di Córdoba. Nel 1995 decise di lasciare il paese natio per la Bolivia. Firmò dunque un contratto per il Guabirá, società di Montero. Debuttò nel campionato 1995, partecipando all'annata che vide la sua squadra terminare al secondo posto. Una volta conclusasi la stagione 1996, Castillo lasciò il club dalla divisa rossa per accasarsi al The Strongest, società della capitale La Paz. Nel 1996 ricevette la cittadinanza boliviana, che gli permise di giocare in massima serie senza occupare un posto riservato a giocatori stranieri e consentì la sua convocazione in Nazionale. Allorché arrivò nel nuovo club divenne titolare, giocando peraltro la finale del campionato di Apertura vestendo il numero 10. Nel 1998 passò all'Oriente Petrolero, compagine di Santa Cruz de la Sierra: vi disputò due stagioni. Nel 2000 fece ritorno al Guabirá; giocò poi, nel 2002, un altro torneo con il The Strongest. Il 2003 fu l'ultimo anno in cui giocò per il Guabirá: concluse difatti la propria carriera con il Wilstermann di Cochabamba.

### Nazionale
Debuttò in Nazionale maggiore il 26 maggio 1996, in occasione dell'incontro amichevole di Santiago del Cile con il Cile. Giocò anche in alcune gare valide per le qualificazioni a Francia 1998. Nel 1997 venne incluso nella lista per la Copa América. In tale competizione esordì con il Venezuela il 12 giugno, venendo schierato nel ruolo di difensore laterale destro. Disputò anche la partita con l'Uruguay, subentrando a Peña nell'intervallo. Tornò poi il 21 giugno nel quarto di finale con la Colombia; fu impiegato anche nella semifinale con il Messico il 25 giugno. Il 29 giugno fu scelto per giocare da titolare la finale del torneo contro il Brasile. Giocò l'ultimo incontro in Nazionale boliviana il 6 ottobre 2001 contro l'Ecuador nell'ambito delle qualificazioni a Corea del Sud-Giappone 2002.